# Каймлетт, Жозе
Жозе Каймлетт (англ. Jose Kaimlett, 5 мая 1941 – 27 июня 2018, Палакаттумала, Керала, Индия) — индийский католический священник, прелат епархии Виджаявады. Он работал в миссиях в Индии и был основателем конгрегации Heralds of Good News.

## Биография
Родился 5 мая 1941 года в маленьком индийском селении близ Палакаттумала (ныне штат Керала). Закончил начальную школу в родной деревне и продолжил образование в школе св. Франциска в Марангаттупилли. В июне 1955 года он окончил школу и поступил в малую семинарию епархии Палай, а после завершения которой присоединился к миссионерской епархии Виджаявады. Завершив философское и богословское обучение в семинарии Священного Сердца в Пунамалли, он был рукоположен в священники 18 апреля 1966 года.
В 1969 году он был назначен настоятелем прихода Бхимаварам-Уэст. В 1971 году его перевели на должность директора и корреспондента средней школы Святого Амвросия в Нидадаволе. В 1976 году, когда епархия Элуру отделилась от Виджаявады, отец Хосе был назначен администратором новой епархии до прихода нового епископа. В 1978 году он был направлен в Рим, где в 1981 году получил докторскую степень по каноническому праву. Вернувшись из Рима он основал несколько религиозных общин: «Вестники Благой Вести» в 1984 году, «Сёстры Благой Вести» в 1992 году и «Миссионеры Сострадания» в 2003 году. 
Упокоился 27 июня 2018 года на своей малой родине.

## Публикации
- Jose Kaimlett. Wisdom of the ages (англ.). — Mumbai: Better yourself books, 1995. — ISBN 817108415X.
- Jose Kaimlett. Insights, vol. 1: Compilation of 200 Stories on the Insights of Life (англ.). — CreatiVentures, 2011.
- Jose Kaimlett. Insights, vol. 2: Compilation of 200 Stories on the Insights of Life (англ.). — CreatiVentures, 2014.